# Passais

Passais este o comună în departamentul Orne, Franța. În 1 ianuarie 2018 avea o populație de 780 de locuitori.